# Aulohalaelurus
Aulohalaelurus és un gènere de peixos de la família dels esciliorrínids i de l'ordre dels carcariniformes.

## Taxonomia
- Aulohalaelurus kanakorum (Séret, 1990)
- Aulohalaelurus labiosus (Waite, 1905)[1][2][3][4][5][6]